# Vela nos Jogos Olímpicos de Verão de 1900 - 0 – ½ t
As provas da classe 0 – ½ t da vela nos Jogos Olímpicos de Verão de 1900 ocorreram entre 22 e 24 de maio daquele ano em Meulan. Sete embarcações de zero a meia tonelada largaram em duas corridas, cada qual valendo as medalhas de ouro, prata e bronze. Doze competidores da França estão documentados como os competidores desta classe.

## Calendário
| ● | competição de Meulan | ● | competição de Le Havre |

| 1900                      | Maio   | Maio   | Maio   | Maio   | Maio   | Maio   | Maio   | Maio   | Agosto | Agosto | Agosto | Agosto | Agosto | Agosto |
| 1900                      | 20 Dom | 21 Seg | 22 Ter | 23 Qua | 24 Qui | 25 Sex | 26 Sáb | 27 Qui | 1 Sex  | 2 Sáb  | 3 Dom  | 4 Seg  | 5 Ter  | 6 Qua  |
| ------------------------- | ------ | ------ | ------ | ------ | ------ | ------ | ------ | ------ | ------ | ------ | ------ | ------ | ------ | ------ |
| 0 a 0,5 tonelada          |        |        | ●      |        | ●      |        |        |        |        |        |        |        |        |        |
| Total de medalhas de ouro |        |        | 1      |        | 1      |        |        |        |        |        |        |        |        |        |

## Configuração do curso
Para esta classe, foi usado o percurso de 8 quilômetros (4,3 milhas náuticas) na área do percurso de Meulan. A corrida foi problemática devido à quase total ausência de vento.

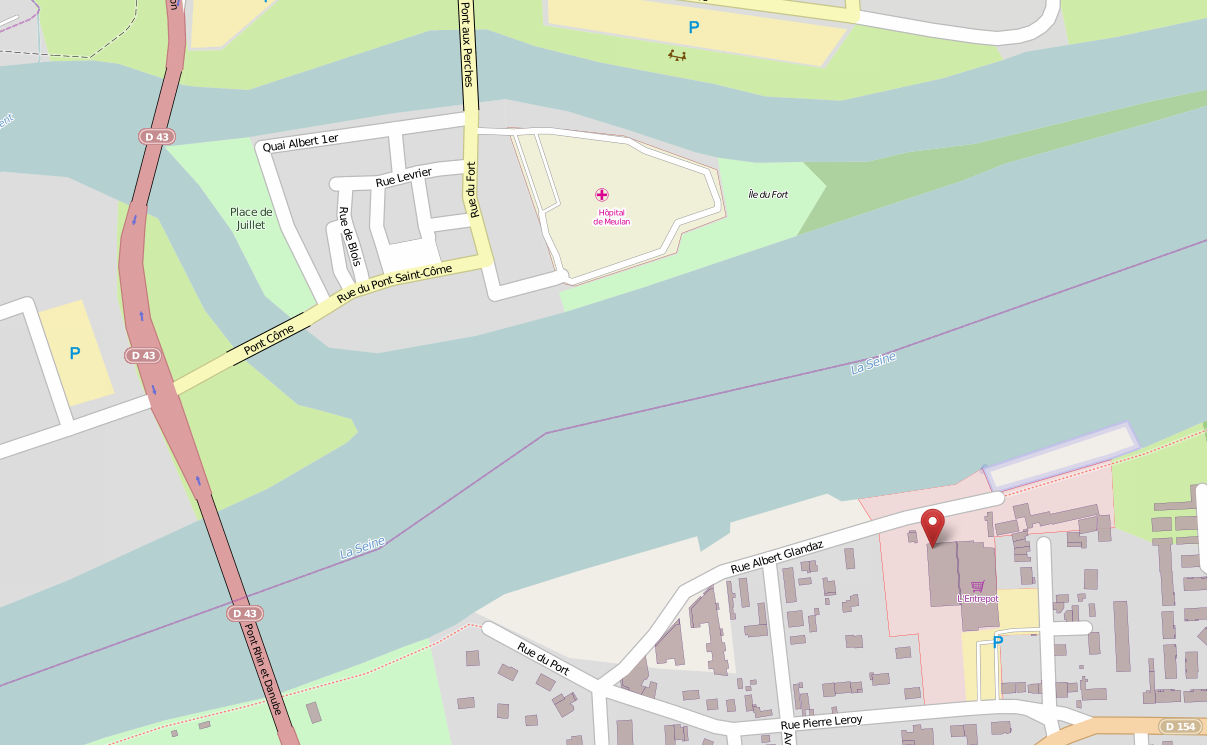
Área do curso

## Medalhistas
Na primeira corrida, Pierre Gervais consagrou-se como campeão olímpico. A equipe composta por Texier, o Timoneiro, Texier, o Tripulante, Jean-Baptiste Charcot e Robert Linzeler ficou com a medalha de prata, enquanto o trio Henri Monnot, Léon Tellier e Gaston Cailleux ficou com o bronze.
|  | FRA França     |  | FRA França                                                                     |  | FRA França                                |
|  | Pierre Gervais |  | Texier, o Timoneiro Texier, o Tripulante Jean-Baptiste Charcot Robert Linzeler |  | Henri Monnot Léon Tellier Gaston Cailleux |

Já na segunda corrida, quem ficou com a medalha de ouro foi Émile Sacré. Texier, o Timoneiro, Texier, o Tripulante, Jean-Baptiste Charcot e Robert Linzeler repetiram o desempenho e terminaram com a prata. Por fim, Pierre Gervais conquistou a medalha de bronze.
|  | FRA França  |  | FRA França                                                                     |  | FRA França     |
|  | Émile Sacré |  | Texier, o Timoneiro Texier, o Tripulante Jean-Baptiste Charcot Robert Linzeler |  | Pierre Gervais |

## Resultados
Estes foram os resultados da competição:

### Primeira corrida
| Pos.              | Embarcação  | Velejadores                                     | CON    | Tempo      | Handicap | Total      |
| ----------------- | ----------- | ----------------------------------------------- | ------ | ---------- | -------- | ---------- |
| Medalha de ouro   | Baby        | Pierre Gervais                                  | França | 1h 01' 52" | 4' 24"   | 1h 06' 16" |
| Medalha de prata  | Quand-Même  | Jean Charcot Robert Linzeler Texier I Texier II | França | 1h 04' 30" | 4' 24"   | 1h 08' 54" |
| Medalha de bronze | Sarcelle    | Henri Monnot Léon Tellier Gaston Cailleux       | França | 1h 15' 51" | 3' 40"   | 1h 19' 31" |
| 4                 | Souriceau   | Maurice Monnot                                  | França | 1h 17' 21" | 3' 40"   | 1h 21' 01" |
| 5                 | Plume-Patte | Jacques de Constant                             | França | 1h 18' 45" | 2' 52"   | 1h 21' 37" |
| 6                 | Giselle     | Georges Semichon                                | França | 1h 18' 56" | 4' 24"   | 1h 23' 30" |
| -                 | Fantlet     | Émile Sacré                                     | França | DNF        | DNF      | DNF        |

### Segunda corrida
| Pos.              | Embarcação  | Velejadores                                     | CON    | Tempo      | Handicap | Total      |
| ----------------- | ----------- | ----------------------------------------------- | ------ | ---------- | -------- | ---------- |
| Medalha de ouro   | Fantlet     | Emile Sacré                                     | França | 1h 31' 35" | 4' 24"   | 1h 35' 59" |
| Medalha de prata  | Quand-Même  | Jean Charcot Robert Linzeler Texier I Texier II | França | 1h 36' 08" | 4' 24"   | 1h 40' 42" |
| Medalha de bronze | Baby        | Pierre Gervais                                  | França | 1h 44' 20" | 4' 24"   | 1h 48' 44" |
| 4                 | Sarcelle    | Henri Monnot Léon Tellier Gaston Cailleux       | França | 2h 04' 12" | 3' 40"   | 2h 07' 52" |
| 5                 | Souriceau   | Maurice Monnot                                  | França | 2h 04' 24" | 3' 40"   | 2h 08' 04" |
| 6                 | Giselle     | Georges Semichon                                | França | 2h 29' 45" | 4' 24"   | 2h 34' 09" |
| -                 | Plume-Patte | Jacques de Constant                             | França | DNF        | DNF      | DNF        |